# Chutes Helmcken
Pour les articles homonymes, voir Helmcken.
Les chutes Helmcken, en anglais Helmcken Falls, sont une chute d'eau de 141 m sur la rivière Murtle dans le parc provincial Wells Gray en Colombie-Britannique, Canada. Ce parc fut créé en 1939 notamment pour la protéger.
Les chutes Helmcken forment la quatrième plus haute chute d'eau du Canada en termes de saut vertical ininterrompu. Elle arrive derrière les chutes Hunlen dans le parc provincial Tweedsmuir, les chutes Takakkaw dans le parc national Yoho et les chutes Della dans le parc provincial Strathcona, toutes trois en Colombie-Britannique.
Il existe six autres cascades sur la rivière Murtle, en amont des chutes Helmcken : The Mushbowl, Dawson Falls, Majerus Falls, Horseshoe Falls, Meadow Falls et McDougall Falls . Sont accessibles par la route celles de Helmcken, The Mushbowl et Dawson. Les chutes Majerus, Horseshoe et McDougall peuvent être visitées via des sentiers. Sauf par la voie aérienne, Meadow Falls est très difficile à voir.

## Découverte et dénomination
Les arpenteurs du Chemin de fer Canadien Pacifique, dans les années 1870, sont passés au nord sans avoir fait aucune mention de ces chutes. Le mérite de la découverte des chutes Helmcken revient à Robert Henry Lee (1859-1935), un arpenteur-géomètre travaillant pour le gouvernement de la Colombie-Britannique. En 1911, Lee obtint un contrat de quatre ans pour arpenter les terres des vallées North Thompson et Clearwater. En 1913, il travaillait au sud de la rivière Murtle, aménageant des lots pour les colons. Le 24 juillet 1913, il marcha vers l'ouest le long de la rivière, partant de son camp reculé, et atteignit le sommet de la cascade. Impressionné, il écrivit une lettre à Sir Richard McBride, premier ministre de la Colombie-Britannique, demandant que les chutes soient nommées "McBride Falls". Trois semaines plus tard, la réponse du premier ministre établit que la cascade s'appellerait plutôt Helmcken Falls, en hommage à John Sebastian Helmcken, un médecin de la Compagnie de la Baie d'Hudson arrivé à Victoria en 1850. Il avait contribué à faire entrer la Colombie-Britannique dans la Confédération canadienne en 1871, et décéda 1920, à l'âge de 95 ans, sans avoir jamais vu les chutes lui-même,.

## Accès et sentiers

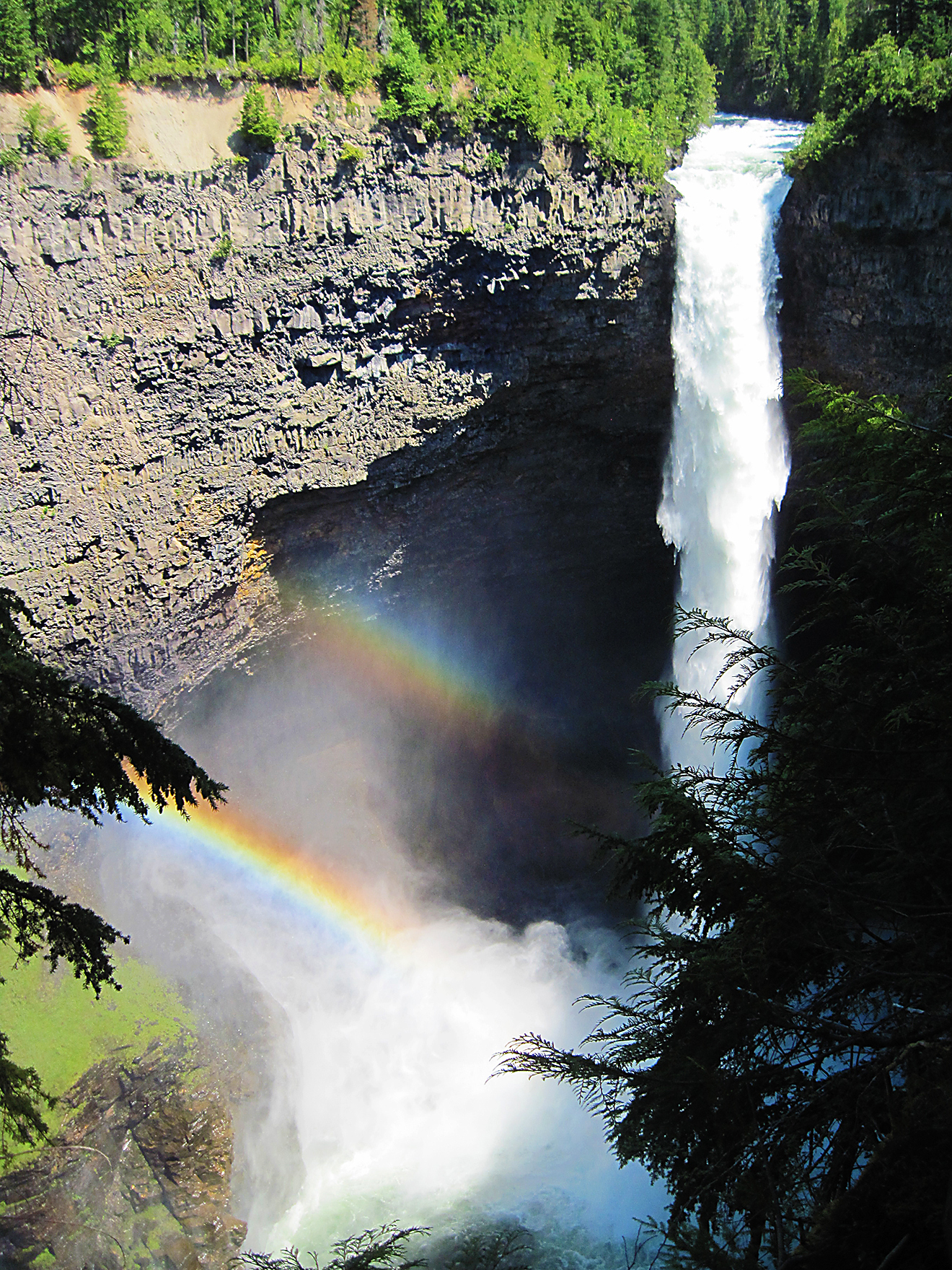
Helmcken Falls depuis le bord sud

Une courte route pavée mène aux chutes Helmcken en partant de la route principale du parc Wells Gray. Sur les falaises, une plate-forme d'observation offre un panorama des chutes et du canyon.
Sentier Brink : un sentier de 4 km commence près des chutes Dawson et suit la rive sud de la rivière Murtle jusqu'au bord des chutes Helmcken. Cette promenade dure environ 1h15 dans chaque sens. Il n'y a pas de barrières à la fin de ce sentier, la prudence est donc de mise, surtout avec les enfants et les animaux domestiques.
Helmcken Canyon : à l'ouest du point de vue principal, une marche de 30 minutes suit le bord du Canyon jusqu'à un point de vue sur la rencontre des rivières Murtle et Clearwater, à environ 250 m ci-dessous.
Sentier Gattling Gorge : la Gorge de Gattling, à la tête du canyon Helmcken, est en amont de la confluence avec la rivière Murtle. C'est le point le plus étroit de la rivière Clearwater : environ 20 m de largeur. Un sentier partant du point de vue principal des chutes Helmcken mène à cette gorge, mais la signalisation est médiocre. Cette randonnée dure environ 1h30 dans chaque sens.

## Formation
Les chutes Helmcken tombent sur l'escarpement ouest du plateau de Murtle. Cet énorme dépôt de lave dans le champ volcanique Wells Gray-Clearwater se forma pendant les éruptions de fissures voisines il y a 200 000 ans, qui remplirent la large vallée de la rivière Clearwater. Couche après couche, la lave fraîche créa le plateau, puis d'importantes inondations érodèrent la roche volcanique à la fin de la dernière période glaciaire, il y a environ 10 000 ans. Ces inondations creusèrent le canyon Helmcken sous les chutes,.

## Observation d'hiver

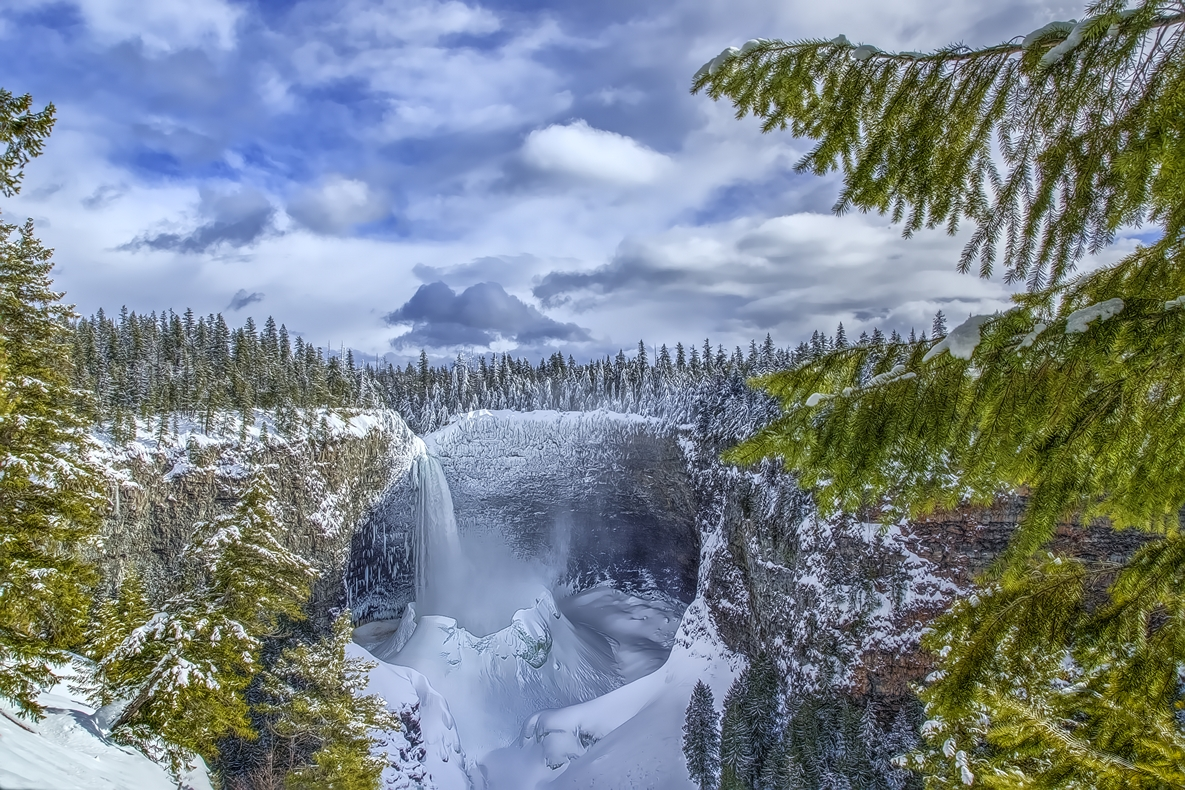
Helmcken Falls avec son cône de glace

Bien que la plupart des touristes se rendent aux chutes Helmcken en été, une visite hivernale vaut cependant la peine. En effet, un cône de glace se forme alors à leur base, s'élevant souvent à 50 m de hauteur, voire plus lors des hivers particulièrement froids et enneigés. Il fut quelques fois observé atteignant la moitié de la hauteur des chutes. La meilleure période pour voir le cône de glace s'étend de fin janvier à fin février. Il s'effondre ensuite vers son intérieur au cours du mois de mars, et certains vestiges sont encore visibles en juin. La route est déneigée et sablée en hiver et des bénévoles entretiennent les sentiers. Les pneus neige sont essentiels et les chaînes à neige sont recommandées par mesure de sécurité. Un réseau de pistes de ski de fond commence près des chutes Dawson, mais il n'y a pas eu de surfaçage depuis l'hiver 2011-2012.

## Escalade sur glace
Helmcken Falls possède certaines des escalades de cascade de glace les mieux classées au monde, notamment Spray On (W10, 2010), Wolverine (W11, 2011), Interstellar Spice (W12, 2016) et Mission to Mars (W13, 2020),.